# Anizy-le-Château
Anizy-le-Château és un municipi francès situat al departament de l'Aisne i a la regió dels Alts de França. L'any 2007 tenia 1.900 habitants.

## Demografia

### Població
El 2007 la població de fet d'Anizy-le-Château era de 1.900 persones. Hi havia 806 famílies de les quals 265 eren unipersonals (100 homes vivint sols i 165 dones vivint soles), 252 parelles sense fills, 213 parelles amb fills i 76 famílies monoparentals amb fills.
La població ha evolucionat segons el següent gràfic:
Habitants censats

### Habitatges
El 2007 hi havia 897 habitatges, 824 eren l'habitatge principal de la família, 8 eren segones residències i 65 estaven desocupats. 726 eren cases i 171 eren apartaments. Dels 824 habitatges principals, 563 estaven ocupats pels seus propietaris, 240 estaven llogats i ocupats pels llogaters i 21 estaven cedits a títol gratuït; 17 tenien una cambra, 61 en tenien dues, 134 en tenien tres, 293 en tenien quatre i 319 en tenien cinc o més. 543 habitatges disposaven pel capbaix d'una plaça de pàrquing. A 415 habitatges hi havia un automòbil i a 263 n'hi havia dos o més.

### Piràmide de població
La piràmide de població per edats i sexe el 2009 era:
| Homes | Edats   | Dones |
| ----- | ------- | ----- |
| 0     | 95 o +  | 0     |
| 4     | 90 a 94 | 0     |
| 0     | 85 a 89 | 4     |
| 8     | 80 a 84 | 12    |
| 52    | 75 a 79 | 56    |
| 48    | 70 a 74 | 92    |
| 52    | 65 a 69 | 60    |
| 40    | 60 a 64 | 32    |
| 36    | 55 a 59 | 52    |
| 76    | 50 a 54 | 68    |
| 76    | 45 a 49 | 76    |
| 60    | 40 a 44 | 80    |
| 64    | 35 a 39 | 60    |
| 40    | 30 a 34 | 60    |
| 80    | 25 a 29 | 64    |
| 36    | 20 a 24 | 80    |
| 60    | 15 a 19 | 56    |
| 56    | 10 a 14 | 52    |
| 60    | 5 a 9   | 56    |
| 72    | 0 a 4   | 48    |

## Economia
El 2007 la població en edat de treballar era de 1.157 persones, 807 eren actives i 350 eren inactives. De les 807 persones actives 706 estaven ocupades (381 homes i 325 dones) i 100 estaven aturades (42 homes i 58 dones). De les 350 persones inactives 117 estaven jubilades, 98 estaven estudiant i 135 estaven classificades com a «altres inactius».

### Ingressos
El 2009 a Anizy-le-Château hi havia 826 unitats fiscals que integraven 1.883,5 persones, la mediana anual d'ingressos fiscals per persona era de 16.812 €.

### Activitats econòmiques
Dels 78 establiments que hi havia el 2007, 3 eren d'empreses alimentàries, 1 d'una empresa de fabricació de material elèctric, 1 d'una empresa de fabricació d'elements pel transport, 3 d'empreses de fabricació d'altres productes industrials, 11 d'empreses de construcció, 14 d'empreses de comerç i reparació d'automòbils, 3 d'empreses de transport, 4 d'empreses d'hostatgeria i restauració, 2 d'empreses d'informació i comunicació, 5 d'empreses financeres, 3 d'empreses immobiliàries, 6 d'empreses de serveis, 17 d'entitats de l'administració pública i 5 d'empreses classificades com a «altres activitats de serveis».
Dels 29 establiments de servei als particulars que hi havia el 2009, 1 era una oficina d'administració d'Hisenda pública, 1 gendarmeria, 1 oficina de correu, 2 oficines bancàries, 1 funerària, 2 tallers de reparació d'automòbils i de material agrícola, 2 autoescoles, 1 paleta, 2 fusteries, 4 lampisteries, 3 electricistes, 4 perruqueries, 1 veterinari, 3 restaurants i 1 agència immobiliària.
Dels 10 establiments comercials que hi havia el 2009, 1 era un hipermercat, 1 un supermercat, 1 una botiga de més de 120 m², 3 fleques, 1 una fleca, 1 una peixateria, 1 una sabateria i 1 una joieria.
L'any 2000 a Anizy-le-Château hi havia 6 explotacions agrícoles.

## Equipaments sanitaris i escolars
El 2009 hi havia 1 centre de salut, 1 farmàcia i 3 ambulàncies.
El 2009 hi havia 1 escola maternal i 1 escola elemental. Anizy-le-Château disposava d'un col·legi d'educació secundària amb 493 alumnes.

## Poblacions més properes
El següent diagrama mostra les poblacions més properes.